# Tyrese Proctor
Tyrese Darnell Proctor (Sydney, 1º aprile 2004) è un cestista australiano.

## Carriera

### Nazionale
Nel 2022 ha vinto, con la nazionale australiana, la medaglia d'oro ai Campionati asiatici.

## Statistiche

### College
| Anno      | Squadra          | PG  | PT | MP   | TC%  | 3P%  | TL%  | RP  | AP  | PRP | SP  | PP   |
| --------- | ---------------- | --- | -- | ---- | ---- | ---- | ---- | --- | --- | --- | --- | ---- |
| 2022-2023 | Duke Blue Devils | 36  | 34 | 29,4 | 38,1 | 32,0 | 87,1 | 3,1 | 3,3 | 0,6 | 0,1 | 9,4  |
| 2023-2024 | Duke Blue Devils | 32  | 25 | 30,4 | 42,3 | 35,2 | 75,5 | 3,0 | 3,7 | 0,7 | 0,1 | 10,5 |
| 2024-2025 | Duke Blue Devils | 38  | 38 | 29,9 | 45,2 | 40,5 | 68,0 | 3,0 | 2,2 | 0,8 | 0,1 | 12,4 |
| Carriera  | Carriera         | 106 | 97 | 29,9 | 42,1 | 36,5 | 76,8 | 3,0 | 3,0 | 0,7 | 0,1 | 10,8 |